# Прайд (организация)
Прайд е ММА (на английски: Mixed Martial Art) организация, основана в Япония. Встъпителното събитие е проведено в Токио Доум на 11 октомври 1997. В днешно време Прайд е най-популярната ММА организация в света, позовавайки се на турнира, проведен през 2003 г., на който присъстват огромен брой зрители – 65 хиляди души, наблюдаващи на живо развоя на събитията.
Правилата на Прайд са сходни с тези на УФЦ, но с по-малко ограничения. През март 2007 г. Dream Stage Entertainment продава Прайд на Лоренцо Фертита и Франк Фертита III съсобственици на Зуффа (на английски: Zuffa), които са собственици на УФЦ (на английски: Ultimate Fighting Championship (UFC)).